# Contrada dell'Orso

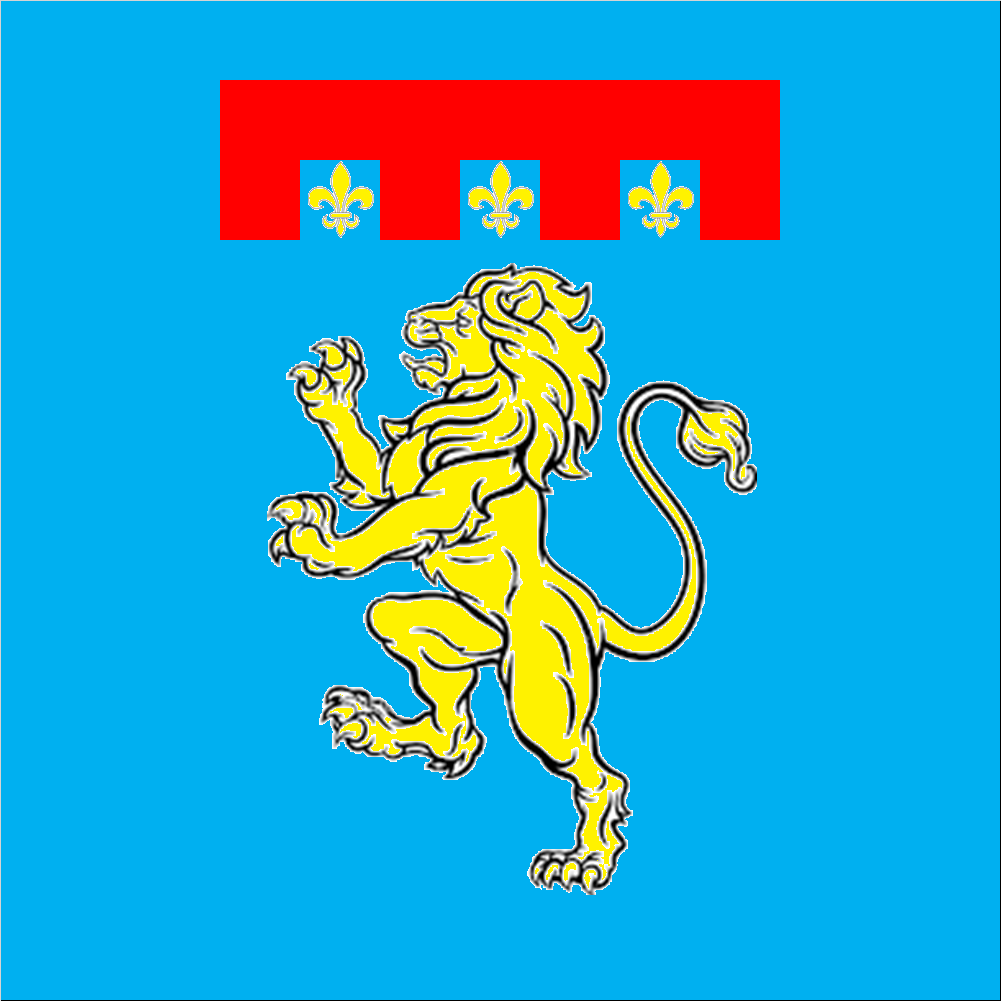
Il gonfalone della contrada dell'orso

La Contrada dell'Orso è un'antica suddivisione della città toscana di Siena, non più esistente o "soppressa".

## Storia
Il nome deriva dal fatto che si presentava alle feste pubbliche con una macchina raffigurante questo animale.
La sua compagnia militare era quella di "San Cristoforo" il cui stemma era azzurro con leone d'oro sormontato da un rastrello rosso e tre gigli d'oro.
Comprendeva un territorio che potrebbe essere indicato nelle seguenti strade:
- piazza Tolomei
- Banchi di Sopra fino all'Arco dei Rossi
- via dei Termini
- piazza dell'Indipendenza
- via delle Terme
- via di Città
- Banchi di Sopra fino a Piazza Tolomei.

Includeva, quindi, strade attualmente suddivise tra la Civetta, l'Oca e la Selva.
Comparve nelle feste negli anni: 1499, 1516, 1532, 1536, 1541, 1581, 1588, 1591.